# Greiner (Familienname)
Greiner ist ein deutscher Familienname.

## Beiname
- Eberhard II. (Württemberg, Graf), genannt der Greiner

## Namensträger

### A
- Albert Greiner (1918–2013), französischer Theologe und Pfarrer
- Albert Greiner (Musikpädagoge) (1867–1943), deutscher Musikpädagoge
- Albrecht Greiner-Mai (1932–2012), deutscher Glaskünstler
- Alexander Greiner (* 1972), deutscher Fernsehmoderator
- Alfred Greiner (* 1963), deutscher Wirtschaftswissenschaftler
- Andor Greiner (1884–1953), ungarischer Journalist und Schriftsteller
- André Greiner-Pol (1952–2008), deutscher Musiker
- Andreas Greiner (* 1959), deutscher Skispringer
- Anton Greiner (1914–2007), deutscher Maler

### B
- Baldur Greiner (* 1946), deutscher Bildhauer
- Benedikt Greiner (* 1985), deutscher Schauspieler und Theaterregisseur
- Bernd Greiner (* 1952), deutscher Historiker und Politikwissenschaftler
- Bernhard Greiner (* 1943), deutscher Germanist
- Bert Greiner (* 1967), deutscher Musikwissenschaftler
- Bettina Greiner (* 1968), Historikerin und Museumsleiterin
- Birgit Greiner (1944/1945–2006), österreichische Sängerin (Mezzosopran)
- Blasius Greiner († spätestens 1571), deutscher Wiedertäufer

### C
- Carl Greiner (Schauspieler) (1859–1927), deutscher Schauspieler
- Carl Theodor Greiner (1821–1849), deutscher Redakteur und Revolutionär
- Carsten Greiner (* 1964), deutscher theoretischer Kernphysiker
- Cindy Greiner (* 1957), US-amerikanische Leichtathletin

### D
- Dana Greiner (* 1988), deutsche Malerin, Regisseurin und Musikerin
- Daniel Greiner (1872–1943), deutscher Politiker und Künstler
- Dieter Greiner (1937–2019), deutscher Eishockeyspieler
- Doris Greiner-Mai (* 1945), deutsche Ingenieurin, Lektorin und Redakteurin
- Dorothea Greiner (* 1959), deutsche evangelische Theologin und amtierende Regionalbischöfin des Kirchenkreises Bayreuth

### E
- Eckhard Greiner (* 1970), deutscher Schauspieler
- Erich Greiner (1877–1953), deutscher Jurist und Ministerialbeamter
- Erich Greiner-Perth (1920–1987), deutscher Glaskünstler
- Erich F. Greiner (* 1965), deutscher Manager, Berater und Unternehmer
- Ernst Greiner (Verleger) (1808–1876), deutscher Verlagsbuchhändler
- Ernst Greiner (Künstler) (1913–1986), deutscher Maler und Bildhauer
- Eugen Ferdinand Greiner (1881–1944), deutscher Bildhauer und Konditor

### F
- Ferdinand Greiner (1900–??), deutscher Politiker
- Florian Greiner (* 1981), deutscher Historiker
- Frank Greiner (* 1966), deutscher Fußballspieler
- Franz Greiner (Journalist) (Pseudonym: Werner Pank; 1919–1987), deutscher Journalist und Publizist
- Franz Ferdinand Greiner (1808–1855), deutscher Ingenieur und Erfinder
- Franz Sales von Greiner (1732–1798), österreichischer Staatsbeamter
- Friedel Greiner (1919–1941), deutscher Radrennfahrer und nationaler Meister im Tandemrennen
- Friedemann Greiner (* 1946), deutscher Theologe
- Friedrich Greiner (1883–1959), deutscher Verwaltungsjurist, Bezirksamtsvorstand und Kripo-Leiter
- Friedrich Paul Greiner (1871–1927), deutscher Landwirt und Politiker
- Fritz Greiner (1879–1933), österreichischer Schauspieler
- Fritz Greiner (Gießereifachmann) (1867–1936), deutscher Gießereifachmann

### G
- Georg Friedrich Christian Greiner (1775–1858), deutscher Arzt
- Gerhard Greiner (Jurist) (* 1922), deutscher Jurist
- Gerhard Greiner (Geologe) (* 1942), deutscher Geologe
- Gerhard Greiner (Schauspieler) (* 1972), österreichischer Schauspieler
- Gerhard Greiner-Bär (* 1941), deutscher Ingenieur und Heimatforscher
- Gisela Greiner (* 1949), deutsche Politikerin (CDU), MdA Berlin
- Gottfried Greiner (1922–2009), deutscher General
- Gotthelf Greiner (1732–1797), deutscher Glasmacher
- Gotthelf Greiner (Politiker) (1794–1874), deutscher Fabrikant, Gutsbesitzer und Politiker

### H
- Hans Greiner (Glasmacher) (genannt Schwabenhans; um 1550–vor 1609), deutscher Unternehmer und Glasmacher
- Hans Greiner (1862–1927), deutscher Historiker und Archivar, siehe Johannes Greiner
- Hans Greiner (General) (1909–1999), deutscher Brigadegeneral
- Hans Greiner (Fussballspieler) (1912–??), Schweizer Fußballspieler
- Hans Greiner (Textdichter), Textdichter und Komponist
- Hans-Peter Greiner (* 1943), deutscher Jurist und Richter
- Heinrich Greiner (1895–1977), deutscher Generalleutnant
- Heinrich Greiner (Jurist) (1922–1998), deutscher Rechtsanwalt und Naturschützer
- Helen Greiner (* 1967), US-amerikanische Ingenieurin und Unternehmerin
- Helmut Greiner (1929–2014), deutscher Ingenieur
- Helmuth Greiner (1892–1958), deutscher Militärhistoriker
- Herbert Greiner-Mai (1927–1989), deutscher Germanist und Verlagslektor
- Hermann Greiner (Pfarrer) (1876–1943), deutscher evangelischer Pfarrer (von Nazis 1935 inhaftiert wegen „Schädigung des Reichswohls“)
- Hermann Greiner (Politiker) (1886–1976), deutscher Politiker (SPD)
- Hermann Greiner (Offizier) (1920–2014), deutscher Jagdflieger
- Hubl Greiner (* 1955), deutscher Komponist

### I
- Ignaz Greiner (Theologe) (1698–1755), österreichischer Theologe
- Ignaz Greiner (Politiker) (1921–1978), deutscher Politiker

### J
- Janine Greiner (* 1981), Schweizer Curlerin
- Jochen Greiner (* 1959), deutscher Astrophysiker
- Jochen Greiner-Well (1956–2013), deutscher Politiker (SPD)
- Johann Greiner (Landschaftsarchitekt) (1923–2003), österreichischer Landschaftsarchitekt
- Johann Friedemann Greiner (1761–1841), deutscher Unternehmer und Politiker
- Johann Lorenz Greiner (1781–1841), österreichischer Verleger
- Johann Philipp Greiner (1610–1652), deutscher Jurist
- Johann Poppo von Greiner (1708–1772), deutscher Bibliothekar
- Johannes Greiner (1862–1927), deutscher Historiker und Archivar
- Jonas Greiner (* 1997), deutscher Kabarettist und Comedian
- Josef Greiner (1886–1971), österreichischer Schriftsteller
- Joseph Louis Victor Greiner (1773–1838), französischer Offizier

### K
- Karin Greiner (* 1967), österreichische Politikerin (SPÖ)
- Karl Greiner (1882–1971), deutscher Heimatforscher
- Karlheinz Greiner (* 1929), deutscher Fußballspieler
- Kerstin Greiner (* 1973), deutsche Journalistin, Autorin, Schriftstellerin und frühere Technoaktivistin
- Kurt Greiner (* 1967), österreichischer Wissenschaftstheoretiker

### L
- Larry E. Greiner (* 1933), amerikanischer Wirtschaftswissenschaftler und Hochschullehrer
- Leo Greiner (1876–1928), österreichischer Schriftsteller
- Leonie Greiner (* 2002), deutsche Sängerin, siehe Loi (Sängerin)
- Lorenz Greiner (1950–2022), deutscher Skirennläufer
- Ludwig Greiner (Forstmann) (auch Ľudovít Greiner; 1796–1882), slowakischer Forstmann
- Ludwig Greiner (Politiker) (1814–1874), deutscher Politiker und Revolutionär

### M
- Margret Greiner (* 1943), deutsche Schriftstellerin
- Markus Greiner (* 1973), deutscher Physiker
- Martin Greiner (Germanist) (1904–1959), deutscher Germanist und Literaturwissenschaftler
- Martin Greiner (Physiker) (* 1963), deutscher theoretischer Physiker, Energieforscher und Hochschullehrer
- Michael Greiner (1798–1862), deutscher Schauspieler und Sänger österreichischer Herkunft

### N
- Nick Greiner (* 1947), australischer Politiker und Premierminister von New South Wales
- Norbert Greiner (* 1948), deutscher Anglist

### O
- Otto Greiner (1869–1916), deutscher Maler und Grafiker

### P
- Paul Greiner (1896–1970), deutscher Maler
- Peter Greiner (1939–2019), deutscher Autor
- Peter Greiner (Ingenieur) (* 1943), deutscher Bau- und Wirtschaftsingenieur, Hochschullehrer, Autor und Entwickler

### R
- Reinhold Greiner (1903–1941), deutscher Antifaschist und Interbrigadist
- Richard Greiner (* 1972), deutscher Kommunalpolitiker (CSU)
- Robin Greiner (1932–2021), US-amerikanischer Eiskunstläufer
- Rudolf Greiner (* 1942), deutscher Galerist, Kunsthistoriker, Kurator und Publizist
- Runa Greiner (* 1996), deutsche Filmschauspielerin

### S
- Simone Greiner-Petter-Memm (* 1967), deutsche Biathletin
- Stefan Greiner (Mediziner) (* 1975), deutscher Mediziner
- Stefan Greiner (Ingenieur) (* 1976), deutscher Ingenieur
- Stefan Greiner (Fechter) (* um 1977), deutscher Fechter
- Stefan Greiner (Jurist) (* 1978), deutscher Rechtswissenschaftler
- Stefan-Peter Greiner (* 1966), deutscher Geigenbauer
- Steffen Greiner (* 1985), deutscher Kulturjournalist
- Sven Holger Greiner (1976–2022), deutscher Trance-DJ und -Produzent, siehe DJ Shog

### T
- Theodor Greiner (1821–1849), deutscher Redakteur und Revolutionär, siehe Carl Theodor Greiner
- Theodor Greiner (1824–1910), deutscher evangelischer Pfarrer, Kirchenrat und Begründer des Mannheimer Diakonissenhauses
- Thomas Greiner (Ruderer) (* 1963), deutscher Rudersportler
- Thomas Greiner (Autor) (* 1968), deutscher Autor und Dokumentarfilmer
- Thomas G. Greiner (* 1966), deutscher Komponist, Arrangeur, Statistiker und Landwirt
- Thorsten Greiner (* 1942), deutscher Romanist

### U
- Ulrich Greiner (Zisterzienser) (1831–1875), österreichischer Zisterzienser des Stiftes Rein, Herausgeber und Redakteur
- Ulrich Greiner (Literaturkritiker) (* 1945), deutscher Journalist und Literaturkritiker
- Uwe Greiner (Fußballspieler) (* 1959), deutscher Fußballtorhüter
- Uwe Greiner (Regisseur) (* 1969), deutscher Filmregisseur

### V
- Virginia Wangare Greiner (* 1959), kenianische Sozialarbeiterin

### W
- Walter Greiner (1935–2016), deutscher Physiker
- Werner Greiner-Petter (1927–1986), deutscher Politiker (SED)
- Wilhelm Greiner (Pädagoge) (1879–1957), deutscher Lehrer und Regionalhistoriker
- Wilhelm Greiner (Maler) (auch Willi Greiner; 1898–1986), deutscher Maler und Grafiker
- Wolfgang Greiner (* 1965), deutscher Wirtschaftswissenschaftler und Hochschullehrer